# Elaphe zoigeensis
Espèce
Statut de conservation UICN

 LC  : Préoccupation mineure
Elaphe zoigeensis est une espèce de serpents de la famille des Colubridae.

## Répartition
Cette espèce est endémique du Sichuan en Chine.

## Étymologie
Son nom d'espèce, composé de zoige et du suffixe latin -ensis, « qui vit dans, qui habite », lui a été donné en référence au lieu de sa découverte, le Xian de Zoigê.

## Publication originale
- Huang, Ding, Burbrink, Yang, Huang, Ling, Chen & Zhang, 2012 : A New Species of the Genus Elaphe (Squamata: Colubridae) from Zoige County, Sichuan, China. Asian Herpetological Research, vol. 3, n. 1, p. 38–45 (texte intégral).